# Старосілля (Володимирський район)
Старосі́лля (до 1946 Ляхів) — село в Україні, у Павлівській сільській громаді Володимирського району Волинської області. Населення становить 371 осіб.

## Географія
На північ від села протікає річка Луга, що впадає в Західний Буг (басейн Балтійського моря).  
Через Старосілля проходить територіальний автошлях Т 0305, що з'єднує з Іваничами, Нововолинськом і залізничним пунктом пропуску Ізов на кордоні з Польщею на захід та з Павлівкою і Локачами на схід. 
Найближча залізнична станція — Іваничі, за 5 км на захід від села, відтинок Ковель—Сокаль. 

## Історія
В 1946 році указом ПВС УРСР село Ляхів перейменовано в Старосілля.
12 червня 2020 року, відповідно до розпорядження Кабінету Міністрів України № 708-р «Про визначення адміністративних центрів та затвердження територій територіальних громад Волинської області», увійшло до складу Павлівської сільської територіальної громади.
19 липня 2020 року, в результаті адміністративно-територіальної реформи та ліквідації  Іваничівського району, село увійшло до новоутвореного Володимир-Волинського району (від 18 липня 2022 Володимирського).

## Населення
Згідно з переписом УРСР 1989 року чисельність наявного населення села становила 351 особа, з яких 162 чоловіки та 189 жінок.
За переписом населення України 2001 року в селі мешкала 371 особа.

### Мова
Розподіл населення за рідною мовою за даними перепису 2001 року:
| Мова       | Відсоток |
| ---------- | -------- |
| українська | 98,92 %  |
| російська  | 1,08 %   |